# Jamahl Mosley
Jamahl Mosley (Milwaukee, 6 ottobre 1978) è un allenatore di pallacanestro ed ex cestista statunitense.

## Statistiche

### Allenatore
| Stagione | Squadra       | Regular Season | Regular Season | Regular Season | Regular Season | Regular Season           | Post Season                                  |
| Stagione | Squadra       | V              | P              | % V            | G              | Posizione finale         | Post Season                                  |
| -------- | ------------- | -------------- | -------------- | -------------- | -------------- | ------------------------ | -------------------------------------------- |
| 2021-22  | Orlando Magic | 22             | 60             | 26,8           | 82             | 5º in Southeast Division | Manca i play-off                             |
| 2022-23  | Orlando Magic | 34             | 48             | 41,5           | 82             | 4º in Southeast Division | Manca i play-off                             |
| 2023-24  | Orlando Magic | 47             | 35             | 57,3           | 82             | 1º in Southeast Division | Sconfitto al Primo Round dai Cavaliers (3-4) |
|          | Carriera      | 103            | 143            | 41,9           | 246            |                          |                                              |